# Brokęcino
Brokęcino (deutsch Bahrenbusch, früher Barenbusch) ist ein Dorf in der  Stadt-und-Land-Gemeinde Okonek (Ratzebuhr) im Powiat Złotowski (Flatower Kreis) der polnischen Woiwodschaft Großpolen.

## Geographische Lage
Das Kirchdorf liegt in Hinterpommern, etwa 75 Kilometer südöstlich von Köslin (Koszalin), 17 Kilometer südöstlich von Neustettin (Szczecinek) und fünf Kilometer nordwestlich von Ratzebuhr (Okonek) sowie fünf Kilometer südsüdöstlich von Lottin (Lotyń). Auf der Gemarkung des Dorfs liegt nördlich des Dorfkerns der Brockenzin-See.

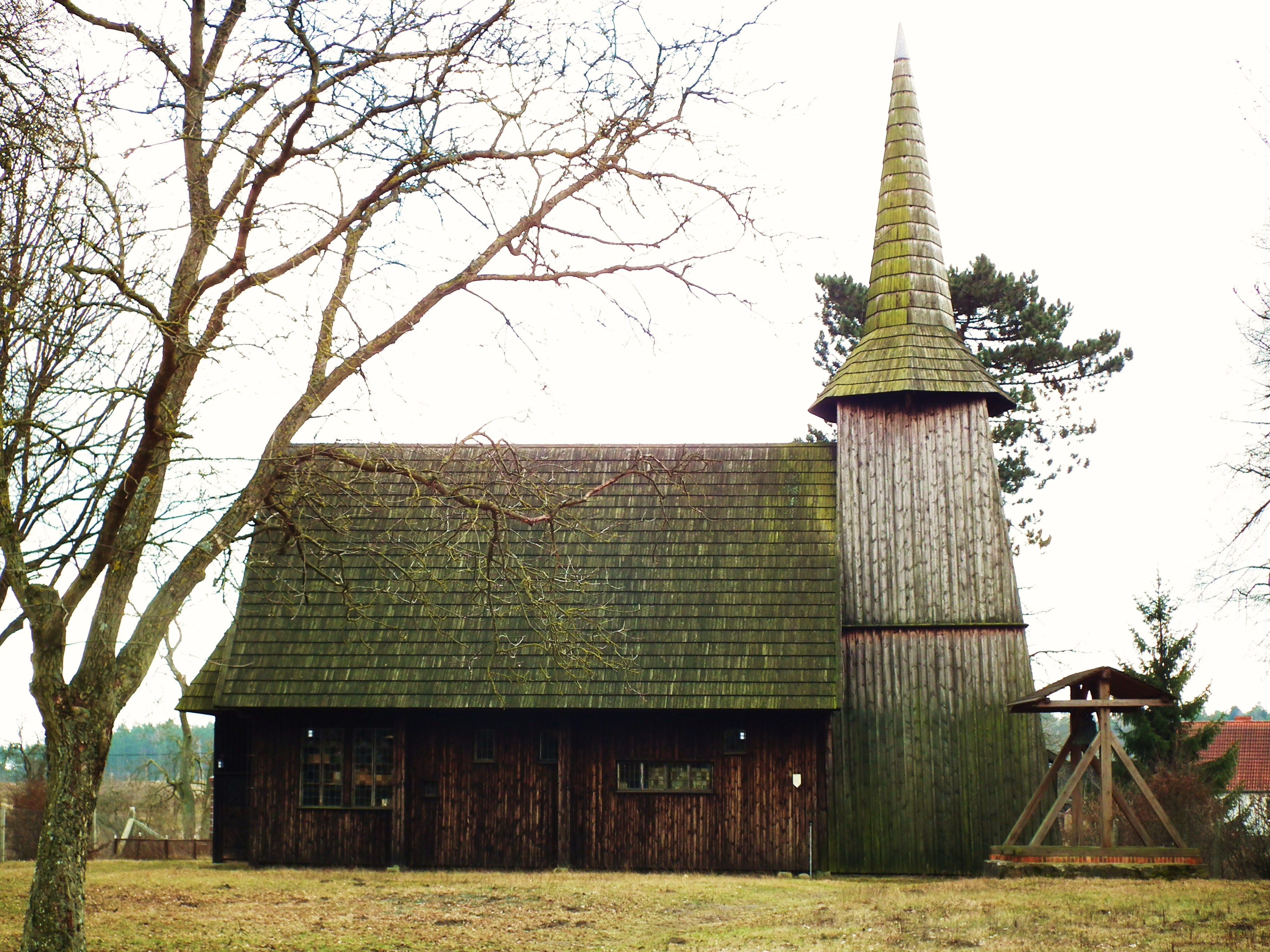
Dorfkirche (17. Jh., später baulich verändert), bis 1945 Gotteshaus der evangelischen Gemeinde Bahrenbusch

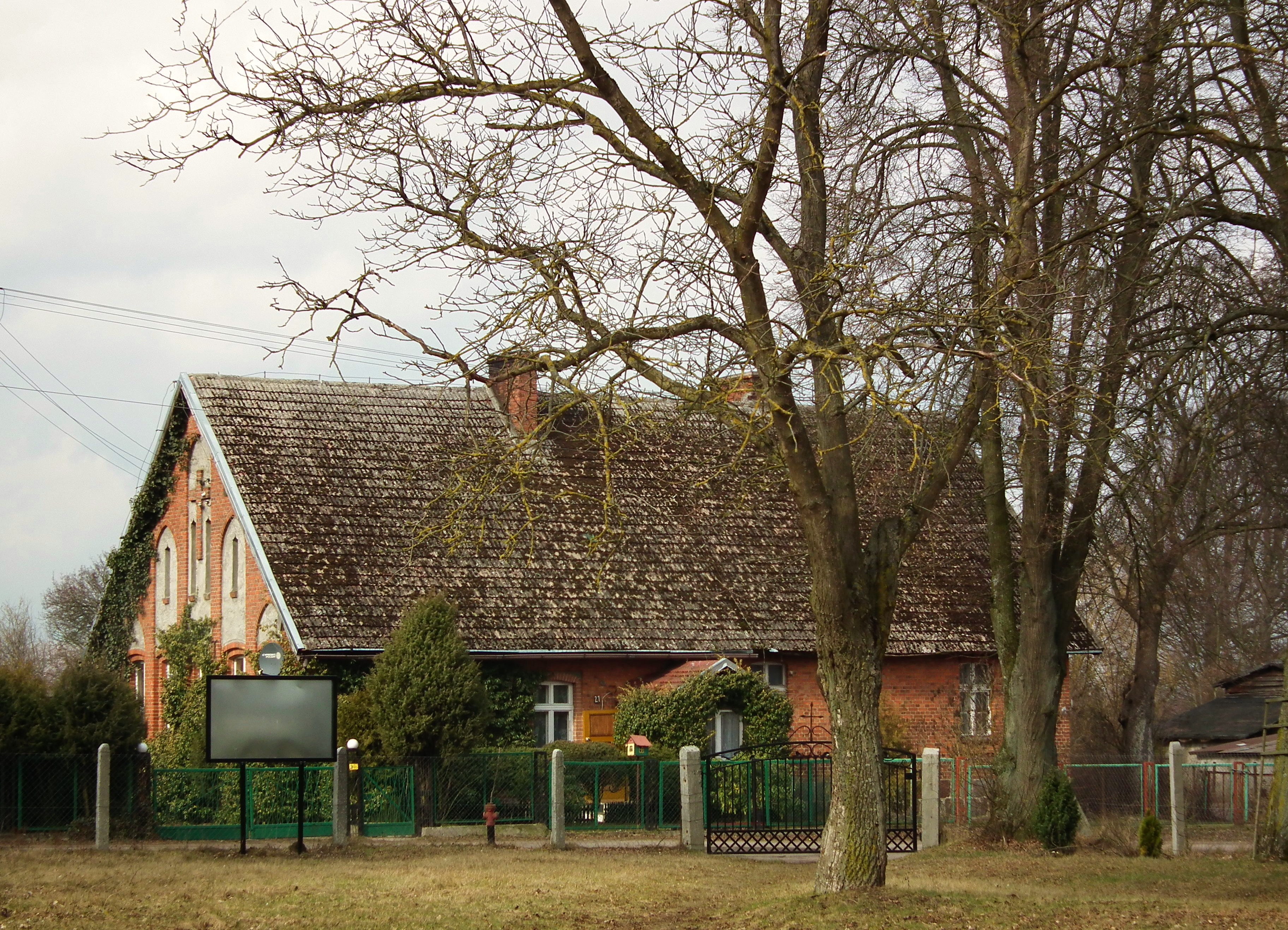
Altes Haus nahe Ortsmitte

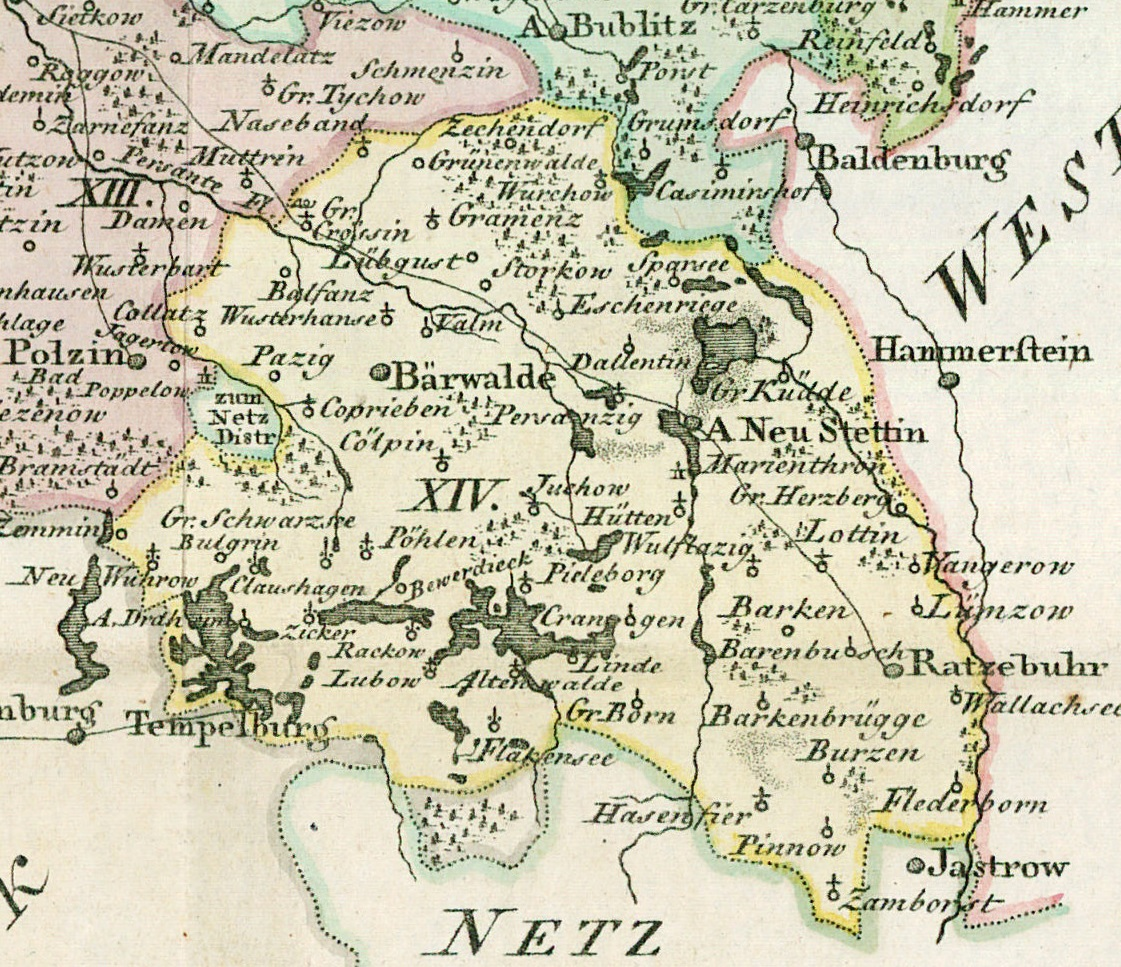
Bahrenbusch (Barenbusch), nordwestlich von Ratzebuhr, auf einer Landkarte des 18. Jahrhunderts

## Geschichte
Das ehemals adelige Dorf Bahrenbusch war ein altes Lehen der Familie Hertzberg, die im Nachbarort Lottin einen ihrer Stammsitze hatte.  Über die Geschichte von Bahrenbusch und die Veränderungen der Besitzverhältnisse im Dorf vor Ende des 18. Jahrhunderts hat Brüggemann einige Angaben gemacht.  Weitere Einzelheiten enthält die Hertzbergsche Familienchronik. Das Dorf war damals in die vier Gutsbezirke Bahrenbusch A, B, C und D unterteilt und hatte vier Besitzer aus der Familie Hertzberg, gute Eichen-, Buchen- und Fichtenholzungen und Fischerei in dem Brockenzin-See. Das zuständige Patrimonialgericht befand sich im Landgut B.
In Bahrenbusch wurde 1838 der Rezess zur Separation der gutsherrlichen und bäuerlichen Verhältnisse vollzogen; nach dem Rezess waren im Bauerndorf an Grundbesitzern vorhanden: zwei Vollbauern, vier Halbbauern, drei Kossäten und zwei Büdner. Das Allodial-Rittergut Bahrenbusch mit den vier Anteilen Bahrenbusch A, B, C und D befand sich um 1844 weiterhin im Besitz der Adelsfamilie von Hertzberg.
Die im Jahr 1865 vom preußischen Fiskus in Bahrenbusch erhobenen Grundsteuern betrugen
- in der Gemeinde Bahrenbusch: 42 Reichstaler, 10 Silbergroschen und 3 Pfennige
- im Gutsbezirk Bahrenbusch A u. D: 78 Reichstaler, 12 Silbergroschen und 6 Pfennige
- im Gutsbezirk Bahrenbusch B: 86 Reichstaler, 21 Silbergroschen und 5 Pfennige
- im Gutsbezirk  Bahrenbusch C: 49 Reichstaler und 29 Silbergroschen

Um 1880 hatte Georg von Hertzberg, wohnhaft in Bahrenbusch, die Güter A, B und C verpachtet. Um das Jahr 1896 gehörten die Landgüter dem in Bahrenbusch sesshaften Landrat Bogislav von Bonin, verheiratet mit Klara von Schlieffen, der die Gutsareale ebenfalls verpachtet hatte.
Am  15. Oktober 1883 wurde für das Dorf an der Bahnstrecke Schneidemühl – Neustettin eine Bedarfshaltestelle zwischen Ratzebuhr und Lottin für den Personen- und Güterverkehr eröffnet. Seit Mai 1913 verfügte der Bahnhof über eine fahrbare Rampe für den Viehtransport.
Um 1913 umnfasste das örtliche Rittergut der Familie von Bonin, bestehend aus den Teilen A, C und D, in der Gesamtheit 1.009 ha. Zum Gutsbereich gehörte eine Dampfbrennerei. Am 1. April 1927 betrug die Flächengröße des Ritterguts Bahrenbusch 1025 Hektar, und am 16. Juni 1925 hatte der Gutsbezirk 221 Einwohner.
Die Gemarkung der Landgemeinde Bahrenbusch hatte Anfang der 1930er Jahre eine Flächengröße von 15,5 km², und auf ihr standen insgesamt 53 bewohnte Wohnhäuser an einem einzigen Wohnort. Um 1933 gab es in Bahrenbusch einen Gasthof, eine Zweigstelle der Spar- und Darlehnskasse, eine Branntweinbrennerei, eine Gemischtwarenhandlung, eine Fischhandlung sowie einige Handwerksbetriebe.
Bis 1945 bildete Bahrenbusch eine Landgemeinde im Landkreis Neustettin in der preußischen Provinz Pommern des Deutschen Reichs. Bahrenbusch war bis 1945 Sitz des Amtsbezirks Bahrenbusch.
Gegen Ende des Zweiten Weltkriegs besetzte im Frühjahr 1945 die Rote Armee die Region. Nach Beendigung der Kampfhandlungen wurde Bahrenbusch zusammen mit Hinterpommern seitens der sowjetischen Besatzungsmacht der Volksrepublik Polen zur Verwaltung überlassen. Von der polnischen Behörde wurde das Dorf nun unter der Ortsbezeichnung „Brokęcino“ verwaltet. In der Folgezeit wurde die einheimische Bevölkerung von der polnischen Administration aus dem Kreisgebiet vertrieben. Im Ort siedelten sich zugewanderte Polen an.

### Demographie
| Jahr | Einwohner | Anmerkungen |
| ---- | --------- | --- |
| 1783 | –         | adeliges Dorf mit Kirche, 23 Feuerstellen (Haushaltungen) |
| 1818 | 204       | adelige Besitzung |
| 1825 | 261       | Dorf mit den Vorwerken Neu-Herzberg und Strümmelkamp sowie dem Raddatzenkrug |
| 1852 | 357       | [ 19 ] |
| 1864 | 403       | am 3. Dezember, im Gemeindebezirk und den Gutsbezirken A, B und C zusammen |
| 1867 | 422       | am 3. Dezember, davon 94 im Gemeindebezirk sowie 112 im Gutsbezirk Bahrenbusch A und D, 120 im Gutsbezirk Bahrenbusch B und 96 im Gutsbezirk Bahrenbusch C |
| 1871 | 415       | am 1. Dezember, davon 118 im Gemeindebezirk (sämtlich Evangelische) sowie 86 im Gutsbezirk Bahrenbusch A und D (sämtlich Evangelische), 117 im Gutsbezirk Bahrenbusch B (sämtlich Evangelische) und 94 im Gutsbezirk Bahrenbusch C (sämtlich Evangelische)                      |
| 1885 | 425       | am 1. Dezember, davon 139 im Gemeindebezirk (sämtlich Evangelische) sowie 150 im Gutsbezirk Bahrenbusch A und D (149 Evangelische, eine katholische Person), 105 im Gutsbezirk Bahrenbusch B (sämtlich Evangelische) und 31 im Gutsbezirk Bahrenbusch C (sämtlich Evangelische) |
| 1910 | 396       | Dorf und Rittergut, am 1. Dezember, davon 212 im Gemeindebezirk, 130 im Gutsbezirk A, C und D sowie 54 im Gutsbezirk B |
| 1925 | 424       | darunter 405 Evangelische und vier Katholiken; nach anderen Angaben 427 Einwohner |
| 1933 | 433       | [ 24 ] |
| 1939 | 420       | [ 24 ] |